# Хідето Мацумото
Хідето Мацумото (яп. 松本 秀人), відомий як hide — японський музикант, співак, автор пісень і продюсер. Він здобув міжнародну популярність як головний гітарист рок-гурту X Japan з 1987 по 1997 рік і як сольний виконавець з 1993 року. Також є співзасновником американського супергурту Zilch.
Хіде був популярним як сольний виконавець і учасник X Japan. X Japan здобула популярність наприкінці 1980-х і на початку 1990-х років, їх вважають засновниками жанру Visual Kei. Після розпаду гурту в 1997 році, зосередився на своїй сольній кар'єрі, яку розпочав чотири роки тому, і був досить популярним. На вершині своєї слави, коли записував свій третій студійний альбом і збирався розпочати міжнародну кар'єру з новоствореною групою Zilch, він помер у 1998 році від того, що було визнано самогубством через повішення. Його вважали кумиром японської молоді, він мав яскравий образ, який протестував проти конформістського суспільства своєї країни. Його смерть назвали «кінцем епохи».

## Біографія

### 1964–1987: Ранні роки і Saber Tiger
Хідето Мацумото народився 13 грудня 1964 року в місті Йокосука. У квітні 1968 року він пішов в дитячий садок, де розпочав вивчати англійську мову, а у квітні 1971 пішов в початкову школу. В дитинстві він був дещо сором’язливим і мав зайву вагу. Він познайомився з рок-музикою у 15 років завдяки альбому Alive II від гурту Kiss. Того ж року його бабуся купила йому першу електрогітару Gibson Les Paul Deluxe.
11 березня 1980 року Хіде закінчив середню школу. Він вступив до середньої школи Zushi Kaisei у Дзуші, Канагава, де він увійшов до шкільного духового оркестру. Через деякий час він залишив його, оскільки йому доручили грати на кларнеті, а він хотів грати на трубі. Після цього він зосередився на гітарі й в 1981 році створив гурт Saber Tiger. Через рік після заснування вони почали виступати в концертних залах Йокосуки, таких як Rock City. Їхні виступи включали шоу з шокуючими елементами.
Після закінчення школи, у квітні 1983 року він вступив до Голлівудського університету краси та моди в сучасному Роппонгі Хіллз, який закінчив у 1985 році. Пізніше того ж року він склав загальнонаціональний іспит і успішно отримав ліцензію косметолога. У липні 1985 року Saber Tiger випустили однойменний мініальбом, який включав дві пісні, «Double Cross» і «Gold Digger». У листопаді гурт додав пісню «Vampire» до семплера Heavy Metal Force III, який також включав пісні X.
У 1986 році група змінила назву на Saver Tiger, щоб уникнути плутанини з гуртом із такою ж назвою з Саппоро. Їхня перша поява під новою назвою відбулася на семплері Devil Must Be Driven out with Devil, з їхніми піснями «Dead Angle» та «Emergency Express». Вони продовжували виступати в концертних залах і нічних клубах, таких як Meguro Rokumeikan, Omiya Freaks і Meguro Live Station до 28 січня 1987 року, коли Хіде втомився від зміни учасників і вирішив розформувати гурт (вокаліст kyo і барабанщик TETSU перейшли до гурту D'erlanger), приблизно в той же час його запросили приєднатися до X.

### 1987–1997: X Japan
Хіде приєднався до X у лютому 1987, ставши головним гітаристом гурту та одним з авторів пісень. X випустили свій перший альбом Vanishing Vision на лейблі звукозапису Extasy Records, який належав барабанщику Йошікі 14 квітня 1988 року та провели тур на його підтримку. Вони стали одними з перших японських виконавців, які досягли мейнстримового успіху під час роботи на незалежному лейблі, а пізніше їх зараховували до числа піонерів visual kei.
Дебютний альбом X на їх головному лейблі, Blue Blood, був випущений 21 квітня 1989 року і дебютував під номером 6 в чарті Oricon. Його успіх приніс гурту нагороду «Новий виконавець року» на 4-й щорічній церемонії нагородження Japan Gold Disc Awards у 1990 році. Їхній третій альбом Jealousy був випущений 1 липня 1991 року і дебютував під номером один, було продано понад 600 000 копій.
Незабаром після випуску альбому Art of Life, який також очолив Oricon, учасники X Japan взяли перерву, щоб розпочати сольні проєкти. Приблизно в той час усі члени гурту відійшли від шокуючої візуальної естетики, за винятком Хіде, який все ще виступав у яскравому вбранні та зі своїм фірмовим червоним, пізніше рожевим волоссям. Dahlia став останнім альбомом гурту з тих що є на сьогодні, був випущений 4 листопада 1996 року, і знову досяг першого місця. У вересні 1997 року було оголошено, що X Japan розпадається, і 31 грудня 1997 року вони провели своє прощальне шоу під назвою «The Last Live» у Tokyo Dome.

### 1993–1998: сольна кар’єра
На початку 1993 року Хіде записав пісню «Frozen Bug» разом з Інораном і J з гуруту Luna Sea об’єднавшись під назвою MxAxSxS. Пісня була включена до збірки Dance 2 Noise 004. Також цього ж року він знявся в художньому фільмі під назвою Seth et Holth разом із Таском з гурту Zi:Kill. У 1994 році він записав і випустив свій перший сольний альбом Hide Your Face, який досяг 9 місця в чарті Oricon. Музичний стиль альбому суттєво відрізнявся від спід-метал стилю пісень X Japan, більше схиляючись до альтернативного року. Потім він відправився в тур Hide Our Psychommunity, для якого він зібрав гурт, який згодом став його основним проєкт Hide with Spread Beaver.
У 1996 Хіде заснував власний лейбл звукозапису LEMONed, для випуску на ньому альбому гурту Zeppet Store. Перш ніж заснувати власний лейбл, Хіде представив гурти, які йому сподобалися, Йошікі, який потім підписав їх на Extasy Records, як це було з Zi:Kill, Luna Sea та Glay. Другий сольний альбом PSYENCE був випущений 2 вересня, він очолив Oricon, і в його підтримку було проведено тур PSYENCE A GO GO. Також у 1996 році він створив нову групу під назвою Zilch, яка, окрім нього та програміста Spread Beaver і перкусіоніста I.N.A, складалася з таких американських і британських виконавців, як Джоуї Кастільо (Danzig), Пол Рейвен (Killing Joke) і Рей Маквей (The Professionals). Після того, як X Japan розпалися в 1997 році, він офіційно називає свій сольний проєкт Hide with Spread Beaver і 28 січня 1998 випускає з ними перший сингл «ROCKET DIVE».

### Смерть
1 травня 1998 року Хіде разом зі своїм гуртом записувались для музичної програми на Fuji TV «Rocket Punch!MUSIC DELIVERY». Це було останнє відео, зняте перед його смертю. Хіде помер у віці 33 років вранці 2 травня. Після того як вночі він випивав зі своїми друзями, його молодший брат відвіз його до дому. Через годину його дівчина знайшла його непритомним, навколо його шиї був рушник, прив’язаний до дверної ручки. Коли його доставили в лікарню, в нього вже була зупинка серця. О 8:52 лікарі констатували його смерть.

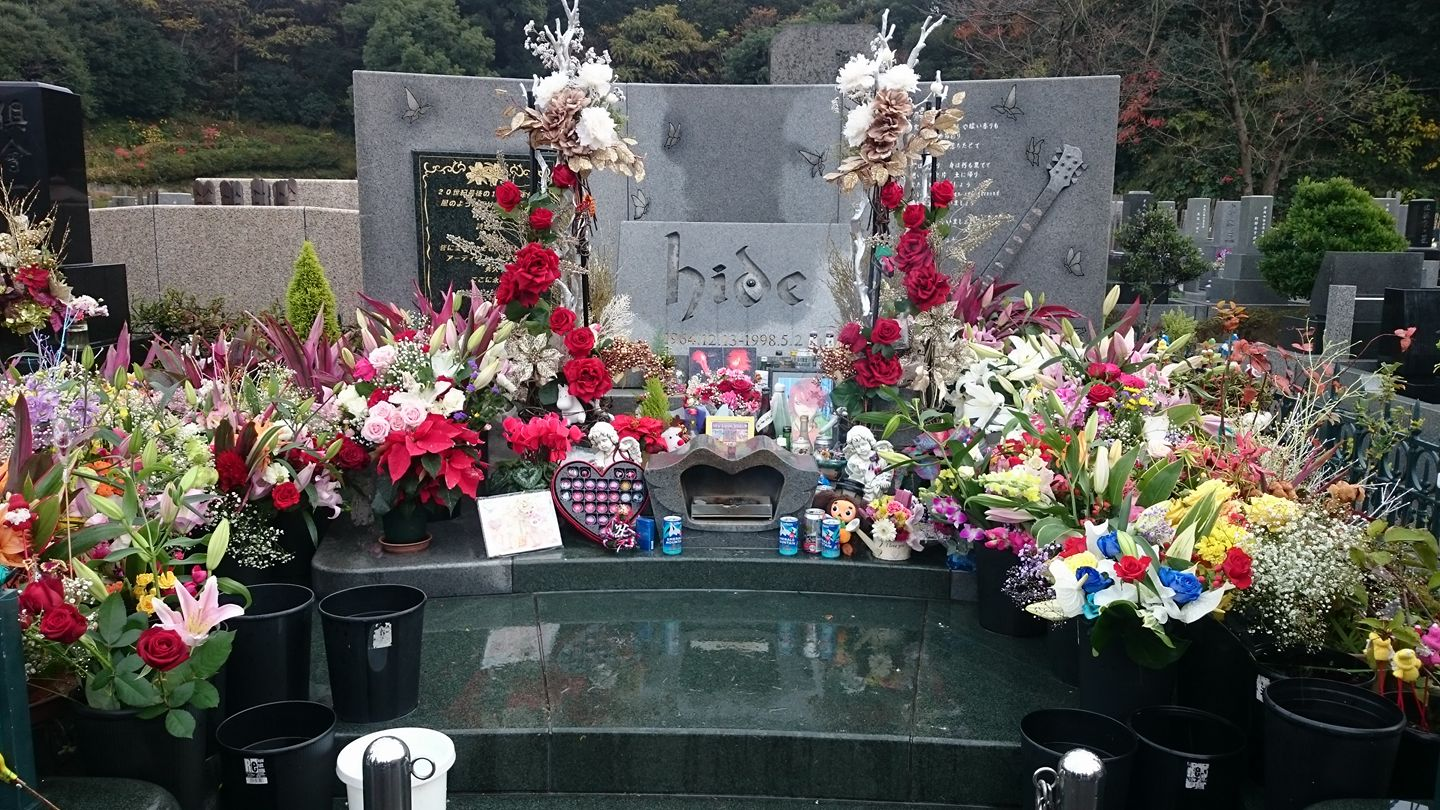
Могила ХІде

Поліція офіційно визнала смерть Хіде самогубством, тож ЗМІ повідомляли про це як про самогубство. Протягом тижня п’ятеро фанів-підлітків через це намагались накласти на себе руки й трьом з них це вдалося. 5 травня відбувся приватний похорон. А вже 6 травня відбулась загальна церемонія прощання, на якій були присутні 10 000 людей. В цей день 19-річна дівчина порізала собі руки після покладання квітів до вівтаря, а автомобільна аварія, яку спричинили сонні фанати, які їхали з Осаки, призвела до смерті однієї людини та сміох травмованих. Його останки були поховані в Міура Рейен в мітсі Міура, Канаґава під час буддійської меморіальної служби. Приблизно 50 000 людей відвідали його похорон в Цукіджі Хонґан-джі 7 травня, де 56 людей було госпіталізовано, а 197 людей отримали медичну допомогу в наметах першої допомоги через суміш емоційного виснаження та спеки.
Кілька друзів і колег Хіде заявили, що вони вважають, що смерть була нещасним випадком, серед них лідер X Japan Йошікі та колишній басист Тайджі. Оскільки не було залишено передсмертної записки Тайджі у своїй автобіографії висуває теорію, що в ніч своєї смерті Хіде, можливо, практикував техніку полегшення болю у верхній частині спини та шиї, від яких можуть страждати гітаристи через постійне використання плечового ременя. Цю техніку практикували учасники X Japan під час своїх гастролей і для неї потрібно використання рушника і дверної ручки. За словами Тайджі, Хіде, можливо, заснув під час цього, оскільки був у стані сп’яніння і задихнувся.

## Після смерті
Пізніше в тому ж місяці після його смерті був випущений сингл «Pink Spider», який потрапив на перше місце в чарті Oricon. Пісня також була названа «Піснею року» на 13-й церемонії вручення премії Japan Gold Disc Awards і отримала нагороду MTV Video Music Award у категорії «Вибір глядачів Японії». Продажі наступного синглу «Ever Free», який посів перше місце, також були високими, тоді як продажі синглу «Rocket Dive», випущеного перед його смертю, також суттєво зросли.
Дебютний альбом Zilch 3.2.1. був випущений у липні та досяг другого місця в чарті Oricon, група продовжувала виступати та записуватись протягом кількох років. Ja, Zoo був випущений у листопаді того ж року, виконавець був зазначений як «Hide with Spread Beaver», хоча офіційно належав його групі підтримки, також досяг другого місця та розійшовся тиражем понад мільйон копій до кінця наступного року. Попри смерть Хіде, Spread Beaver вирушили у тур 1998 року Tribal Ja, Zoo Tour з жовтня по листопад, виступаючи наживо з додаванням записів, з аудиторією в 50 000 людей. Відео з туру пізніше було випущено на DVD у 2005 році.
1 травня 1999 року вийшов триб'ют-альбом під назвою Tribute Spirits. Він містить кавер-версії пісень Хіде від різних гуртів і музикантів, одними з яких є Buck-Tick та Luna Sea. Альбом був випущений до першої річниці його смерті.

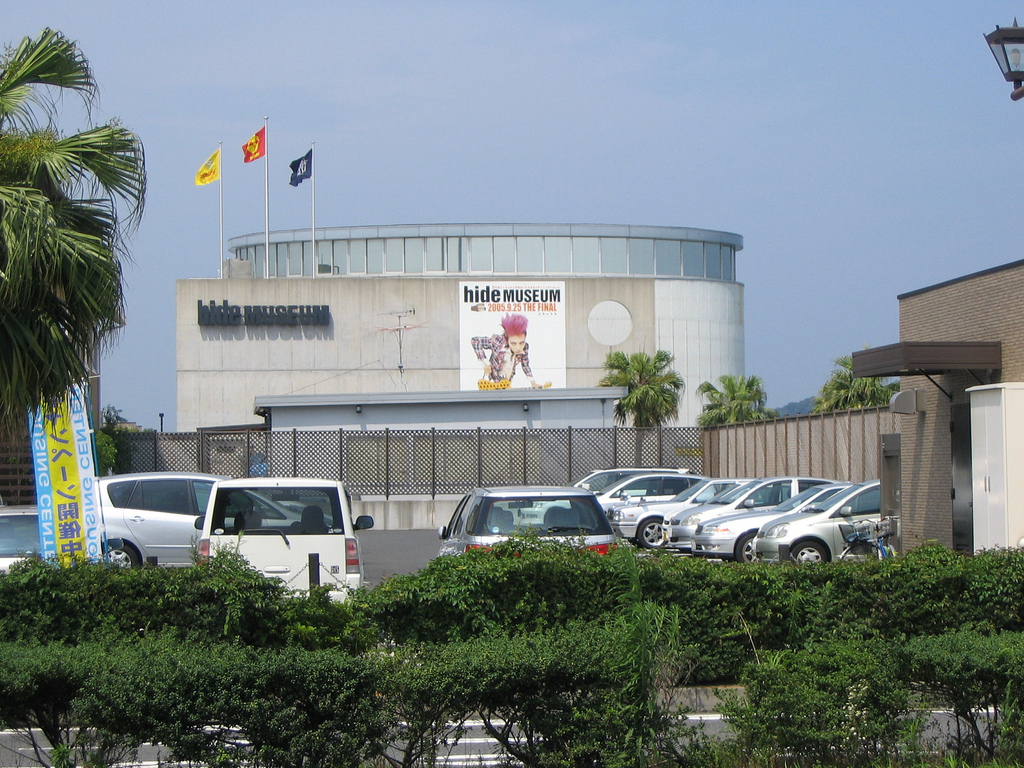
Музей Хіде

Музей Хіде був відкритий в його рідному місті Йокосука 20 липня 2000 року. Повідомлялося, що тодішній прем'єр-міністр Японії Дзюнітіро Коїдзумі вплинув на його будівництво, оскільки він є великим шанувальником X Japan. Після початкового трирічного плану музей залишався відкритим протягом п’яти років, аж до закриття 25 вересня 2005 року, його відвідали приблизно 400 000 людей.
До його смерті Хіде та Йошікі обговорювали перезапуск X Japan з новим вокалістом у 2000 році. Коли у 2007 році X Japan знову об’єдналися, вони записали нову пісню «I.V.». Вона містить неопубліковану гітарну партію Хіде. Їх перший концерт відбувся в Tokyo Dome 28 березня 2008 року, під час виконання пісні «Art of Life» було використано голограму Хіде (взята з кадрів виступу «Art of Life» у Tokyo Dome у 1993 році). X Japan все ще вважає Хіде членом гурту і все ще представляє його на кожному концерті.
8 липня 2007 року Йошікі оголосив, що веде переговори з кількома музикантами щодо трибьют-концерту Хіде на 2008 рік, щоб відзначити десяту річницю смерті свого колишнього товариша по групі. Меморіальний саміт Хіде відбувся 3 та 4 травня 2008 року на стадіоні Ajinomoto, де виступали X Japan, Dir En Grey, D'espairsRay, Versailles та багато інших, Luna Sea та Phantasmagoria навіть возз'єдналися на один день для виступу. Hide with Spread Beaver також виступали, використовуючи студійні та живі записи вокалу Хіде. Організатори планували, що приблизно 100 000 шанувальників відвідають два шоу. До саміту щороку, починаючи з 2000 року, відбувалися трибьют-шоу, де гурти виступали в день народження Хіде, це триває донині. Також у 2010, у 12-ту річницю його смерті, відбулася меморіальна служба в Цукіджі Хонган-джі, на якій були присутні близько 35 000 людей.

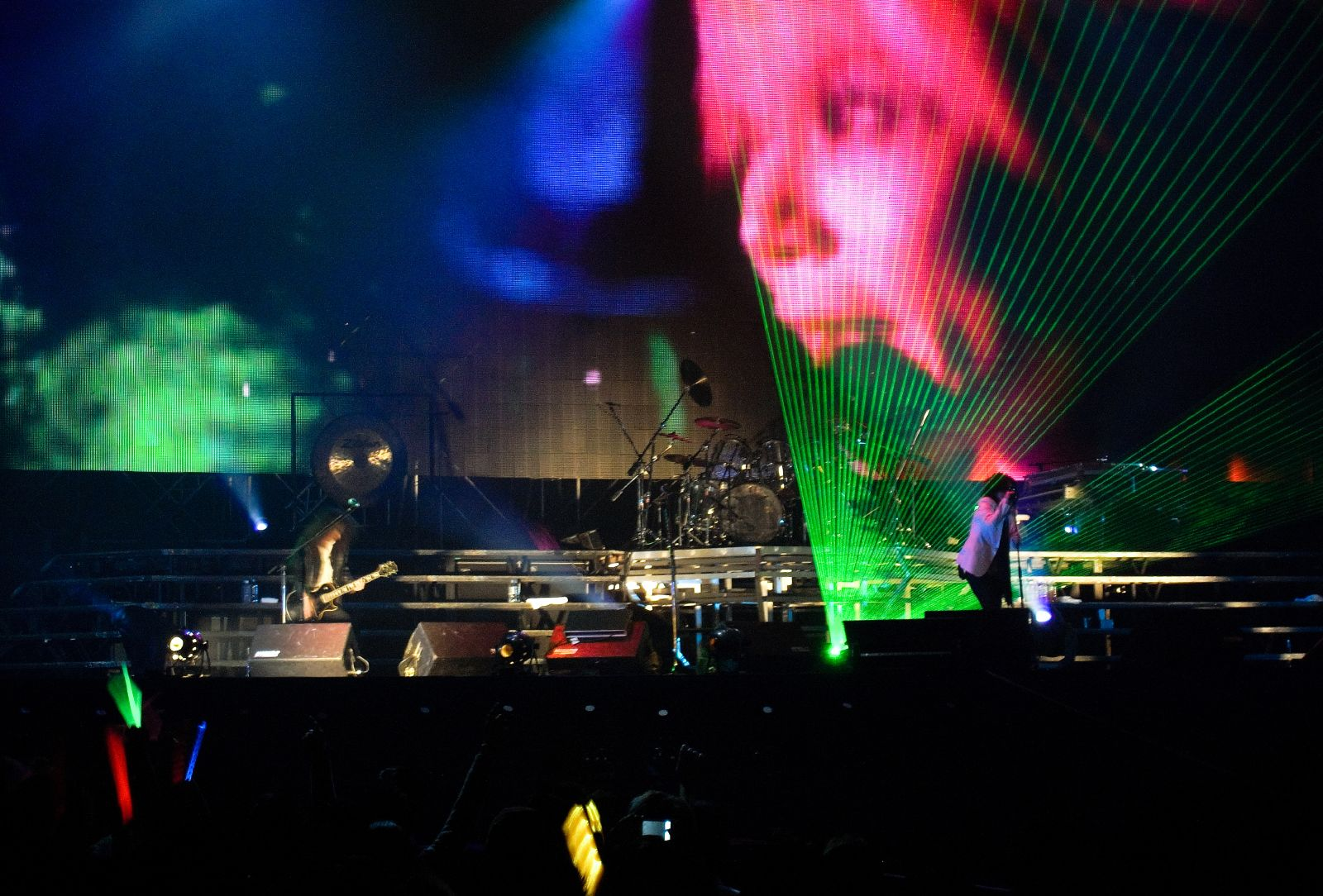
X Japan під час живого виступу в Гонконзі 16 січня 2009 року, із зображенням їх Хіде на екрані

У серпні 2010 року керуюча компанія Хіде Headwax Organisation, до якої входить його молодший брат Хіроші, подала позов проти менеджменту Йошікі Japan Music Agency за використання зображень колишнього гітариста X Japan без офіційної угоди. У заяві йдеться, що в 2000 році дві компанії підписали угоду, яка дозволяє Yoshiki і X Japan використовувати візуальні зображення Хіде під час концертів. Однак зображення були використані на шоу X Japan 14 і 15 серпня на стадіоні Nissan, коли, очевидно, термін дії контракту закінчився.
8 березня 2011 року дебютував мюзикл, заснований на музиці Хіде, під назвою «Pink Spider» на честь його однойменної пісні. Раніше Хіде висловив бажання створити рок-оперу і сказав, що історія «Pink Spider» не закінчена в синглі, вона залишається відкритою, і мюзикл має на меті продовжити її. Постановка тривала з 8 по 27 березня в токійському театрі Tokyo Globe Theater, а потім була представлена у інших містах в квітні. Музичне виробництво було під наглядом I.N.A. Альбом-компіляція пісень, використаних у мюзиклі (оригінальні версії від Хіде), був випущений 2 березня під назвою «Musical Number» -Rock Musical Pink Spider-.
Наприкінці 2012 року було анонсовано спеціальний проєкт під назвою Hide Rocket Dive 2013~2014 ~20th Solo Works & 50th of Birth Anniversary. Він включає фільми, показані в кількох місцях 2 травня, в тому числі за кордоном, повторне відкриття музею Хіде та плани щодо проведення ще одного меморіального фестивалю Хіде. Два триб'ют-альбоми, після першого в 1999 році, були випущені 3 липня 2013 року і містять двадцять п'ять треків, виконаних новими visual kei виконавцями. 28 серпня було випущено ще два триб'ют-альбоми, перший з яких був каверами на пісні Хіде на тему класичної музики, а останній був реміксом його пісні учасником Spread Beaver INA. Два додаткових триб'ют-альбоми були випущені 18 грудня. Музей Хіде 2013 був на Одайбі з 27 червня по 28 липня, а потім переїхав до Universal Studios Japan в Осаці з 7 серпня по 8 вересня. Новий концертний фільм hide Alive the Movie -hide Indian Summer Special Limited Edition- був показаний у кінотеатрах по всій Японії. Спеціальні лімітовані квитки на перегляд фільму супроводжувалися компакт-диском із тринадцятьма треками пісень з цього концерту, записаного 8 вересня 1996 року на стадіоні Chiba Marine.
У березні 2013 року організація Headwax оголосила, що місце поховання Хіде в Міура Рейен зазнало вандалізму, коли невідомі підозрювані подряпали надгробний камінь гострим предметом. Вони заявили, що якщо таке відбуватиметься й далі, могила буде тимчасово закрита для відвідування. Раніше незавершена пісня Хіде під назвою «Co Gal» (子ギャル, Ko Gyaru) була завершена Yamaha та INA за допомогою технології вокалоїд для імітації голосу померлого музиканта. Спочатку пісня була написана для Ja, Zoo у 1998 році, на завершення пішло два роки та була включена до альбому 子ギャル, який вийшов 10 грудня 2014 року.
Спеціальний виступ до 20-ї річниці смерті Хіде під назвою Hide 20th Memorial Super Live Spirits відбувся на спецмайданчику на острові Одайба, Токіо 28 і 29 квітня 2018 року. Окрім Hide with Spread Beaver, з якими також виступав Пата з X Japan, також виступали такі виконавці як Buck-Tick, Oblivion Dust, Mucc and Tomoyasu Hotei. 2 травня було випущено мультимедійний бокс-сет під назвою hide 1998 ~Last Words~, що містить п’ять компакт-дисків, один DVD і дві книги. Усі вони записані протягом останніх кількох місяців його життя, компакт-диски містять радіоінтерв’ю, які Хіде дав Nippon Broadcasting System та Bay FM 78, DVD містить кадри, зняті в Лос-Анджелесі під час запису Ja, Zoo, а також книги, які містять інтерв'ю, які він дав таким журналам, як Rockin'On Japan і Fool's Mate. 26 травня в кінотеатрах вийшов документальний фільм під назвою Hurry Go Round. Ще один триб'ют-альбом під назвою Tribute Impulse був випущений 6 червня та включає таких виконавців, як Dragon Ash, Таканорі Нішікава та Міяві.
Використовуючи як джерела книгу брата Хіде Хіроші 2010 року та книгу I.N.A. 2018 року, Ренпей Цукамото написав сценарій і зняв фільм «Tell Me: Hide to Mita Keshiki» (TELL ME ～hideと見た景色～) про те, як Хіроші та I.N.A. закінчували і випускали музику Хіде після його смерті в 1998 році. Випущений фільм був 8 липня 2022 року. У 2023 році, щоб відзначити 30-ту річницю сольного дебюту Хіде та 25-ту річницю його смерті, Hide with Spread Beaver возз’єдналися для першого сольного концерту за 21 рік. Вони виступали в Zepp Osaka Bayside 29 квітня, Kanagawa Kenmin Hall 2 травня та Toyosu Pit 27 липня.

## Музичний стиль
На Хіде вплинули такі хард-рок гурти, як Iron Maiden, AC/DC і Bow Wow, а також панк-рок гурти The Clash і Sex Pistols. А найбільшим його кумиром був гітарист Kiss Ейс Фрейлі. Він любив гітаристів, у яких гра виглядає «невимушеною», назвавши Фрейлі, Джиммі Пейджа та Джо Перрі. Він назвав також гітариста Bauhaus Деніела Еша.
У X Japan Хіде є другим за кількістю написаних пісень після Йошікі, а також, здається, він експериментував зі звучанням найбільше з гурту. Кореспондент Japan Times Філіп Брасор прокоментував, що після смерті Хіде “японський метал втратив свого найбільшого новатора”.
На початку своєї сольної кар'єри Хіде експериментував з інструментами, які дуже відрізнялися від тих, з якими він зазвичай працював у X Japan. Наприклад, перший трек з альбому Hide Your Face «Psychommunity» складається з чотирьох гітарних треків і повної струнної частини. Пісня «Blue Sky Complex» з цього ж альбому містить партії труби та органу. Його сольна музика доволі відрізняється від звучання і жанрів X, часто її можна охарактерезивути як альтернативний рок. У його музиці можна почути вплив різних жанрів, від поп-року до індастріалу.
Його тексти часто були похмурими, а один телеведучий сказав: “Багато з того, що робив Хіде, було гротескним. Він говорив про самогубство у своїх піснях протягом п’яти років. Але фанати, які слідкували за ним, завжди знали, що за цим стоїть Хіде, який май дуже твердий характер. Він дуже відверто говорив про свободу”. Його композиції «часто задають тон відчуженості та розчарування, за який його шанували фанати X Japan».

## Вплив
Хіде вважається дуже впливовим не лише для сучасних японських музикантів, а й для свого покоління. X Japan вважаються одними із засновників visual kei, руху серед японських музикантів, який можна порівняти із західним глем-роком, і згодом вони вплинули на багато нових груп. Коли вони розпалися, Хіде був єдиним учасником, який продовжував працювати у цьому напрямку і мав найуспішнішу сольну кар'єру. Таким чином, виконавці, які кажуть про Хіде, як про впливового на їхній стиль, це: D'espairsRay, гітарист гурту Mucc Мія та вокаліст Тацуро, Хіцуґі з Nightmare, Сю з Galneryus, Хізакі та Теру з Versailles, Наото з Deathgaze, Рео з lynch. Вокаліст Dir En Grey Кьо та гітарист Каору. Вокаліст Luna Sea Рюічі заявив, що Хіде мав великий вплив на їх гурт.
За словами Жозефін Юн, “сценічна персона Хіде була зухвалою, глузливою та войовничою, і вона схвилювала японську молодь, водночас жахаючи старші покоління. Багато японців почувалися придушеними умовностями й ототожнювали себе з його непокрою; він став культовою особою”. Ніл Штраус стверджує, що він “представляв покоління шанувальників, які відчували себе відчуженими, і його смерть означала кінець жанру.”  Стів Макклюр з Billboard погодився: “Певною мірою смерть Хіде означає кінець епохи, X були першим поколінням гуртів visual kei, але новизна вичерпалася. Для наступного покоління гуртів це виглядає так: ось і все. Факел передано нам.”

## Spread Beaver
Підтримуюча група Хіде у його сольній кар'єрі:
- Казухіко «I.N.A.» Інада — перкусія, програмування, клавішні, бек-вокал 1993–1998, 2008, 2016, 2018, 2023 (Zilch, Dope HEADz, Sonic Storage)Тошія «Ран» Мацукава — гітара, бек-вокал 1994–1996 (Blizard, X-Ray, Twinzer)
- Хіроші «Чіролін» Ватанабе — бас, акустична гітара, бек-вокал і вокал 1994–1998, 2008, 2016, 2018, 2023 (Debonair, Madbeavers, Chirolyn & The Angels)
- Сатоші «Джо» Міявакі – ударні 1994–1998, 2008, 2016, 2018, 2023 (44Magnum, Ziggy, Madbeavers, Rider Chips)
- Дайджіро «D.I.E.» Нодзава — клавішні, фортепіано, гітара, бек-вокал і вокал 1994–1998, 2008, 2016, 2018, 2023 (Loopus, Ra:IN, Minimum Rockets)
- Кіоші Хонма (本間清司) — гітара, бек-вокал 1996–1998, 2008, 2016, 2018, 2023 (Jewel, Virus, Media Youth, R, machine, Madbeavers, Lucy)
- Кадзухіто «K.A.Z» Іваіке – гітара, бек-вокал 1998, 2008, 2016, 2018, 2023 (Oblivion Dust, Spin Aqua, Sonic Storage, Vamps)

Гітарист X Japan Пата неодноразово виступав наживо з гуртом, а також брав участь у кількох студійних записах.

## Дискографія

### Соло

#### Альбоми
- Hide Your Face (23 лютого 1994)
- Psyence (2 вересня 1996)
- Ja, Zoo (21 листопада 1998)

#### Сингли
- Eyes Love You (5 серпня 1993)
- 50% & 50% (5 серпня 1993)
- Dice (21 січня 1994)
- Tell Me (24 березня 1994)
- Misery (24 червня 1996)
- Beauty & Stupid (12 серпня 1996)
- Hi-Ho/Good Bye (18 грудня 1996)
- Rocket Dive (28 січня 1998)
- Pink Spider (13 травня 1998)
- Ever Free (27 травня 1998)
- Hurry Go Round (21 жовтня 1998)
- Tell Me (ре-реліз, 19 січня 2000)
- In Motion (19 липня 2002)

#### Концертні альбоми
- Psyence a Go Go (19 березня 2008)
- Hide Our Psychommunity (23 квітня 2008)
- hide with Spread Beaver Appear!! "1998 Tribal Ja,Zoo" (Live) 2022 Mix (6 липня 2022 р)

### З X Japan
- Vanishing Vision (1988)
- Blue Blood (1989)
- Jealousy (1991)
- Art of Life (1993)
- Dahlia (1996)

### З Zilch
- 3.2.1. (23 липня 1998)
- BastardEyes (7 липня 1999)